# Fuqua School of Business

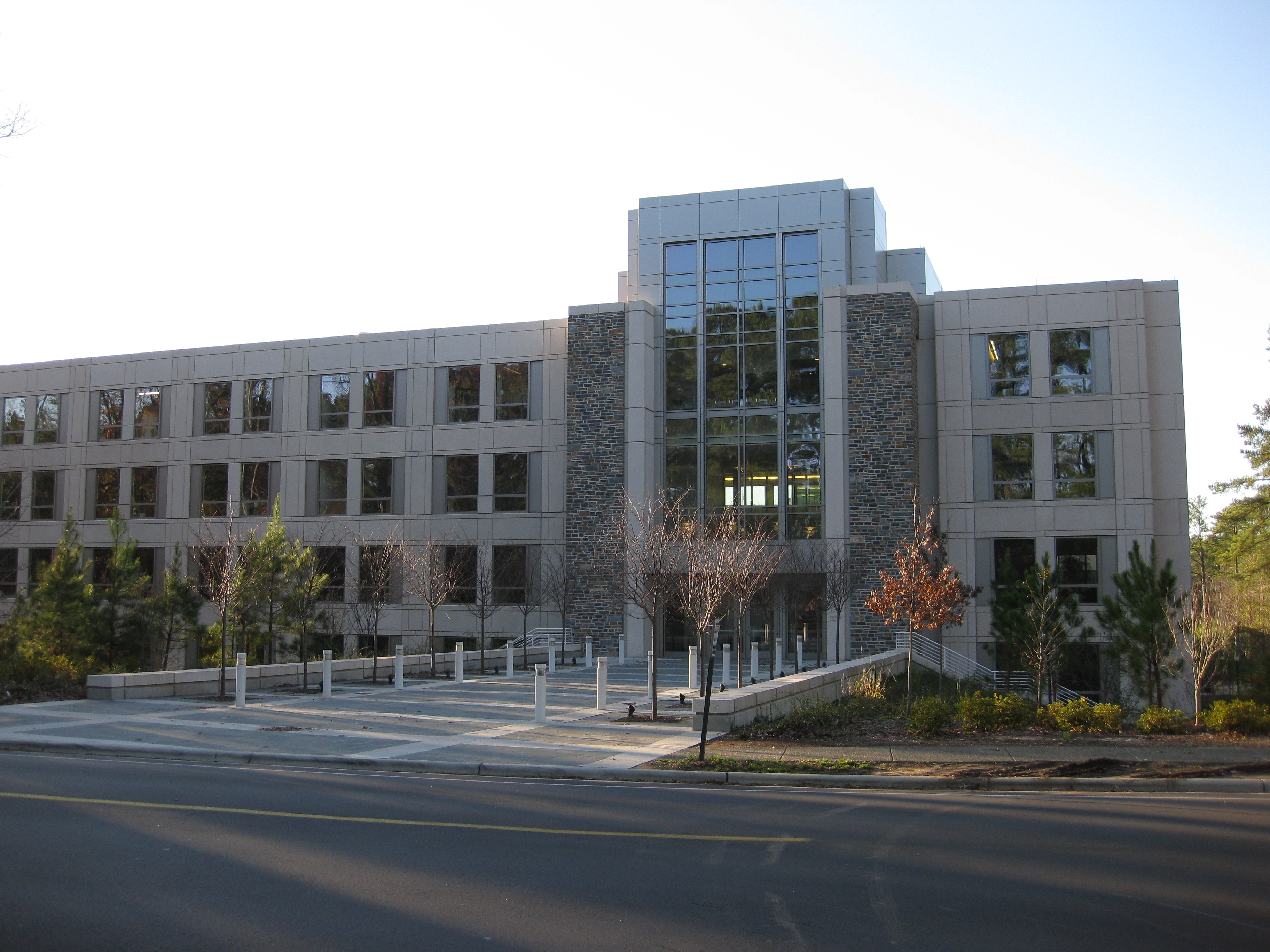
Fuqua School of Business

Die Fuqua School of Business (ausgesprochen: fjuːkwə) ist die Business School der Duke University in Durham (North Carolina, Vereinigte Staaten). Derzeit sind über 1.300 Studenten in Studiengängen, mit dem Ziel einen Hochschulabschluss zu erlangen, eingeschrieben.
Die Studiengänge umfassen den Daytime Master of Business Administration (MBA), den Global Executive MBA, den Cross Continent MBA, den Weekend Executive MBA, den Master of Management Studies: Foundations of Business, Master of Management Studies: Duke Kunshan University (seit Herbst 2014), Master of Management Studies (in Partnerschaft mit der Seoul National University), Parallelstudiengänge (auch in Medizin, Recht, Umweltmanagement, Forstwirtschaft, Politikwissenschaften und Krankenpflege) und ein Ph.D.- Studiengang. Darüber hinaus bietet Duke Executive Education eine kaufmännische Ausbildung ohne Hochschulabschluss und Berufsentwicklungsprogramme. Fuqua ist laut Bloomberg Businessweek derzeit die bestplatzierte Business School in den USA.

## Geschichte

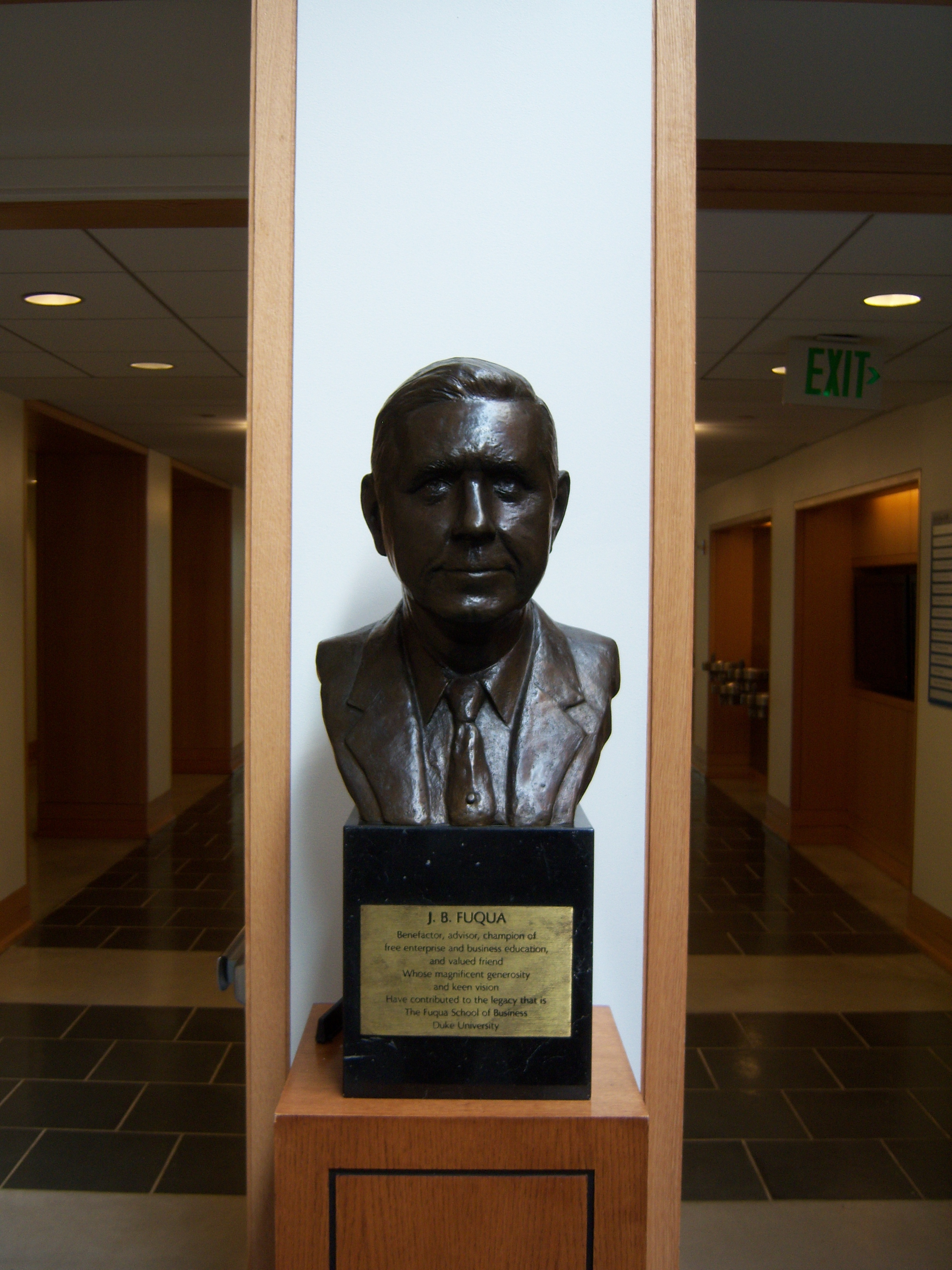
Büste des Namensgebers der Schule J.B. Fuqua in der Hall of Flags

Die Graduate School of Business Administration wurde 1969 gegründet. Im selben Jahr wurden 20 Studenten eingeschrieben. 1974 wurde Thomas F. Keller, ein Duke Absolvent des Jahrgangs 1953, neuer Rektor der Fakultät. In drei Jahren erwirtschaftete Kellers Kapitalkampagne 24 Millionen Dollar, von denen 10 Millionen Dollar vom Geschäftsmann und Philanthrop J.B. Fuqua stammten. Der Name der Fakultät wurde daraufhin in „The Fuqua School of Business“ geändert.
J. B. Fuqua wuchs bei seinen Großeltern auf einer Tabakfarm im Prince Edward County im Bundesstaat Virginia auf. Fuqua langjährige Beziehung zu der Duke University begann, als er Bücher per Post aus der Duke-Bibliothek auslieh. J. B. Fuquas kumulierte Spenden an Duke beliefen sich zum Zeitpunkt seines Todes am 5. April 2006 auf fast 40 Millionen Dollar.
Im September 2008 startete Fuqua eine Expansionsinitiative, um Hochschulen in St. Petersburg, Dubai, Shanghai, Neu-Delhi und London aufzubauen.

## Lehrangebot
Der Lehrkörper der Fakultät kommt aus den zehn verschiedene Disziplinen Buchhaltung, Marketing, Decision Sciences, Betriebswirtschaft und Volkswirtschaft, Finanzen, Management, Gesundheitsmanagement, Kommunikationsmanagement, Operations Management und Strategie. Der Daytime MBA-Studiengang konzentriert sich auf Marketing, Decision Sciences, Energie und Umwelt, Entrepreneurship und Innovation, Finanzen, Finanzanalyse, Führung und Ethik, Management, Operations Management, Führung gemeinnütziger Unternehmen und Strategie. Der Lehrkörper errang 2010 und 2012 Platz 1 in dem Businessweek (Intellectual Capital) Ranking.

## Doppelabschlüsse
Der Duke MBA bietet mehrere Studiengänge mit der Möglichkeit eines Doppelabschlusses in Verbindung mit anderen hoch angesehenen Hochschul- und Berufsstudiengängen an der Duke University. In diesen Studiengängen benötigen Studenten für zwei Abschlüsse weniger Zeit, als wenn sie die beiden Abschlüsse separat machen würden.
Doppelabschlüsse werden von der Duke University School of Medicine (Medizin), der Duke University School of Law (Rechtswissenschaften), Nicholas School of the Environment and Earth Sciences (Umweltschutz und Geowissenschaften), der Sanford School of Public Policy (Politikwissenschaften) und der Duke University School of Nursing (Pflege) angeboten.

## Forschungsinstitute
Forschungsinstitute an der Fuqua School of Business fördern spezifische akademische Interessen der Business School. Dazu gehören:
- The Fuqua / Coach K Center of Leadership & Ethics (COLE): COLE wurde in Kooperation mit Duke Athletics und dem Kenan Institut für Ethik gegründet, um Führungsqualitäten der Studenten durch Forschung und Bildung zu fördern.
- Center for the Advancement of Social Entrepreneurship (CASE): Das Zentrum fördert innovative und unternehmerische Ansätze zur Verbesserung des sozialen Umfelds durch Bildung und Forschung.
- Center for International Business Education and Research (CIBER): Dukes CIBER bindet internationale Inhalte in Fuqua-Vorlesungen ein, veranstaltet Workshops und Konferenzen und fördert die internationale Forschung. Es ist auch das führende Forschungszentrum im Offshoring Research Network, einem internationalen Netzwerk, welches das Offshore-Sourcing von Geschäftsprozessen und Dienstleistungen untersucht.
- Center of Entrepreneurship and Innovation (CEI): Fuqua schuf diese Abteilung, um Stipendien in den Bereichen Unternehmensgründung und Innovation zur Verfügung stellen zu können, mit dem Ziel, ideale Voraussetzungen für Studenten, die sich für Unternehmensgründung interessieren, zu schaffen.
- Center for Energy, Development and the Global Environment (EDGE): EDGE beschäftigt sich mit Bildung, Forschung und Öffentlichkeitsarbeit und konzentriert sich dabei auf zwei Hauptthemenbereiche: Global Energy und Corporate Sustainability. Durch Bildung, Forschung, und Engagement schafft EDGE vielversprechende Wege zu einem nachhaltigen Energiesystem und nachhaltiger Wirtschaft. Das Institut arbeitet mit führenden Unternehmen zusammen, um diese Innovationen auch in ihrer Wertschöpfungskette umzusetzen, und hilft Partnerschaften, die diese Transformationen beschleunigen können, zu schaffen.
- Center for Financial Excellence: Das Center for Financial Excellence unterstützt Finanzforschung und -lehre an der Duke, mit besonderem Schwerpunkt auf Stärkung der Beziehungen zwischen den Dozenten, Studenten und Finanzexperten.

## Ehrenkodex
Mehrere Studien zeigen, dass Studierende an Business Schools sich selbst häufiger als akademisch unehrlich einschätzen als Studierende anderer Fachrichtungen. Um diese Bedenken auszuräumen, hat die Fuqua School of Business einen umfangreichen Ehrenkodex, der auch mit disziplinarischen Maßnahmen umgesetzt wird.
Am Ende des Studienjahres 2006/2007, erließ Fuqua Sanktionen gegen 34 MBA-Studenten – fast 10 % des Jahrgangs 2008 – im zweiten Semester wegen Betrugs bei einer Open-Book-Hausarbeitsprüfung. Auf Beschluss des Fuqua Judicial-Board wurden Ende April 2007 9 Studenten der Hochschule verwiesen, 15 Studenten erhielten eine einjährige Sperre. Neun weitere mussten die komplette Vorlesung noch einmal besuchen; ein Student musste lediglich die Prüfung wiederholen. Alle Disziplinarmaßnahmen wurden im Berufungsverfahren durch das Appeals Committee der Schule bestätigt.

## Bekannte Dozenten
Während der Arbeit an der Duke University entwickelte Robert E. Whaley den Chicago Board Options Exchange Volatility Index (Aktien-Symbol: VIX) – ein Maß für die implizierte Volatilität der Märkte. Ein weiteres bemerkenswertes Mitglied der Fakultät ist Dan Ariely, ein israelisch-amerikanischer Professor für Psychologie und Verhaltensökonomie.

## Bekannte Absolventen
- Harsha V. Agadi (M.B.A. 1987), CEO und Chairman von Friendly’s; ehemaliger Präsident und CEO von Church’s Chicken
- John A. Allison IV (M.B.A. 1974), Leiter des Cato Institute; ehemaliger Chairman und CEO von BB&T[1]
- Kerrii Anderson (Weekend Executive M.B.A. 1987), ehemaliger CEO und Präsident von Wendy’s International, Inc.[2]
- Jack O. Bovender Jr. (M.H.A. 1969), ehemaliger Chairman und CEO von HCA
- Jonathan Browning (Global Executive M.B.A. 1997) U.S. CEO der Volkswagen Group of America
- Jessica Faye Carter (J.D. 2002, M.B.A. 2002), Autorin, Kolumnistin und Social-Media-Unternehmerin
- Timothy D. „Tim“ Cook (M.B.A. 1988), CEO von Apple Inc.[3]
- Brian L. Derksen (M.B.A. 1978), Deputy Chief Executive Officer von Deloitte[4]
- Joe Euteneuer (Global Executive M.B.A.), CFO von Sprint Nextel[5]
- Thomas Finke (M.B.A. 1991), Chairman und CEO von Babson Capital Management[6]
- Lennie Friedman, NFL-Football-Spieler
- Melinda Gates (A.B. 1986, M.B.A. 1987), Mitbegründerin der Bill and Melinda Gates Foundation, Frau von Bill Gates
- Pat Garrity, (M.B.A. 2011), NBA-Basketball-Spieler
- Hank Halter (M.B.A. 1993), CFO von Delta Air Lines[7]
- Brian Hamilton (M.B.A. 1990), Chairman von Sageworks[8]
- W. Bruce Johnson (B.A., J.D., M.B.A. 1977), Interim Chief Executive Officer und Präsident von Sears Holdings Corporation
- Timothy Kasbe (M.B.A. 2000), Chief Information Officer von Intrexon[9]
- L. Kevin Kelly (M.B.A 1999), CEO von Heidrick & Struggles[10]
- Jeffrey Kip (M.B.A. 1999), CFO von IAC (company)[11] Former CFO of Panera Bread;[12]
- Michael Lamach (MS, Global Executive M.B.A. 2001), Präsident, Chairman und CEO von Ingersoll Rand[13]
- J. Richard Leaman III (B.A. 1984, M.B.A. 1986), ehemaliger Chairman und Global Head of Investment Banking von UBS[14]
- Ron Nicol (M.B.A. 1986), Senior Partner und Managing Director der Boston Consulting Group[15]
- John C. Pope (M.B.A. 1999), COO von O’Neill Wetsuit[16]
- Mark Rampolla (M.B.A. 1997), Gründer und CEO von ZICO Beverages[17]
- Frank Riddick III (M.B.A. 1980), ehemaliger CEO der Formica Corporation[18]
- Mark Rosenbaum (M.B.A. 1987), Chief Financial Officer von MySpace[19]
- Phil Schubert (Cross Continent M.B.A. 2006), Präsident der Abilene Christian University
- Ahmad Sharaf (Global Executive M.B.A. 2001), Chairman von Dubai Mercantile Exchange (DME)[20]
- Malvinder Mohan Singh (M.B.A. 1998), Chairman von Religare Enterprises Limited, einer reichsten Männer Indiens
- Shivinder Mohan Singh (M.B.A. 2000), Managing Director von Fortis Healthcare Limited, einer reichsten Männer Indiens
- Sam A. Solomon (M.B.A. 1992), Präsident und CEO von Coleman Company[21]
- Terry Thompson (M.B.A. 1999), COO von Mercer;[22]
- Jelena Wahler (M.B.A. 2002), CEO und Gründer von Giant Leap GmbH u. Co. KG;[23]
- Peter Wahler (M.B.A. 2002), CEO und Gründer von Giant Leap GmbH u. Co. KG;[24]
- John C. Walters (Weekend Executive M.B.A. 1994), Präsident und COO von Hartford Life[25]
- Pamela J. White (M.B.A. 1988), CFO von Victoria’s Secret[26]